# Kulob
Kulob (en tayiko: Кӯлоб, en persa: کولاب‎) también Kulab o Kulyab es la cuarta ciudad más poblada de la República de Tayikistán y la capital del distrito homónimo en la provincia de Khatlon. Se encuentra a 203 km al sudeste de la capital nacional, Dusambé, a orillas del río Yakhsu, afluente del Panj). Con 105 500 habitantes (2019) es uno de los más poblados centros urbanos del país. 
En Kulob nació Emomalii Rahmon, el actual presidente de Tayikistán.

## Aniversario
En septiembre de 2006 Kulob celebró veintisiete siglos de existencia. La cantante Shabnam Soraya cantó en homenaje a la ciudad durante las celebraciones.

## Galería

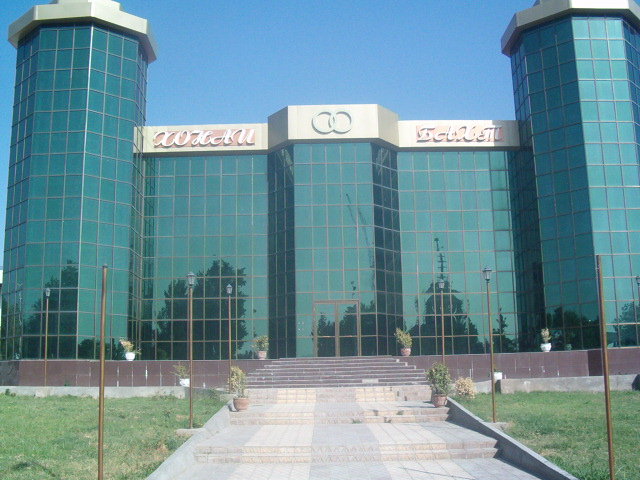
Edificio estatal en Kulob
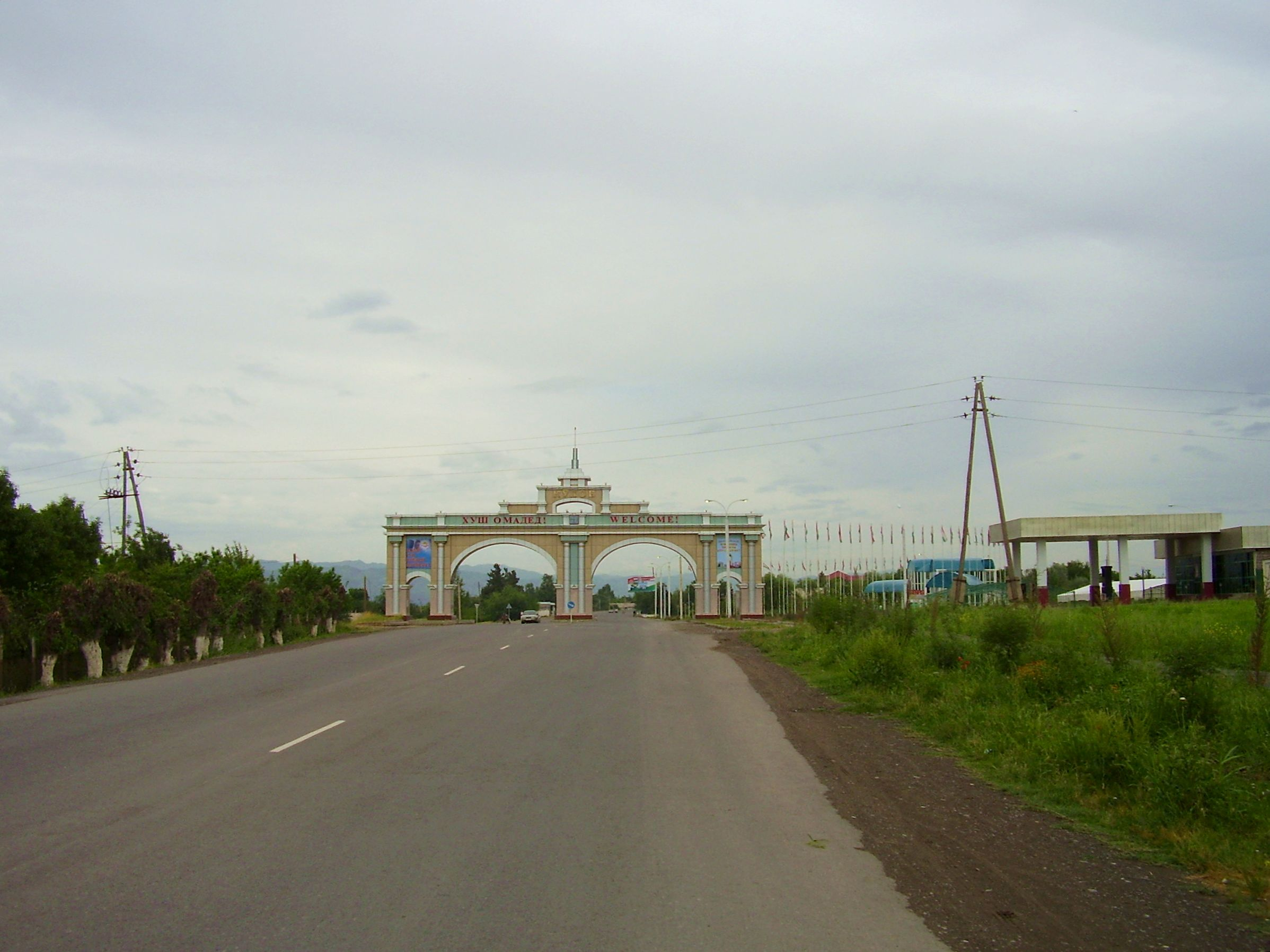
Puerta de entrada de la ciudad
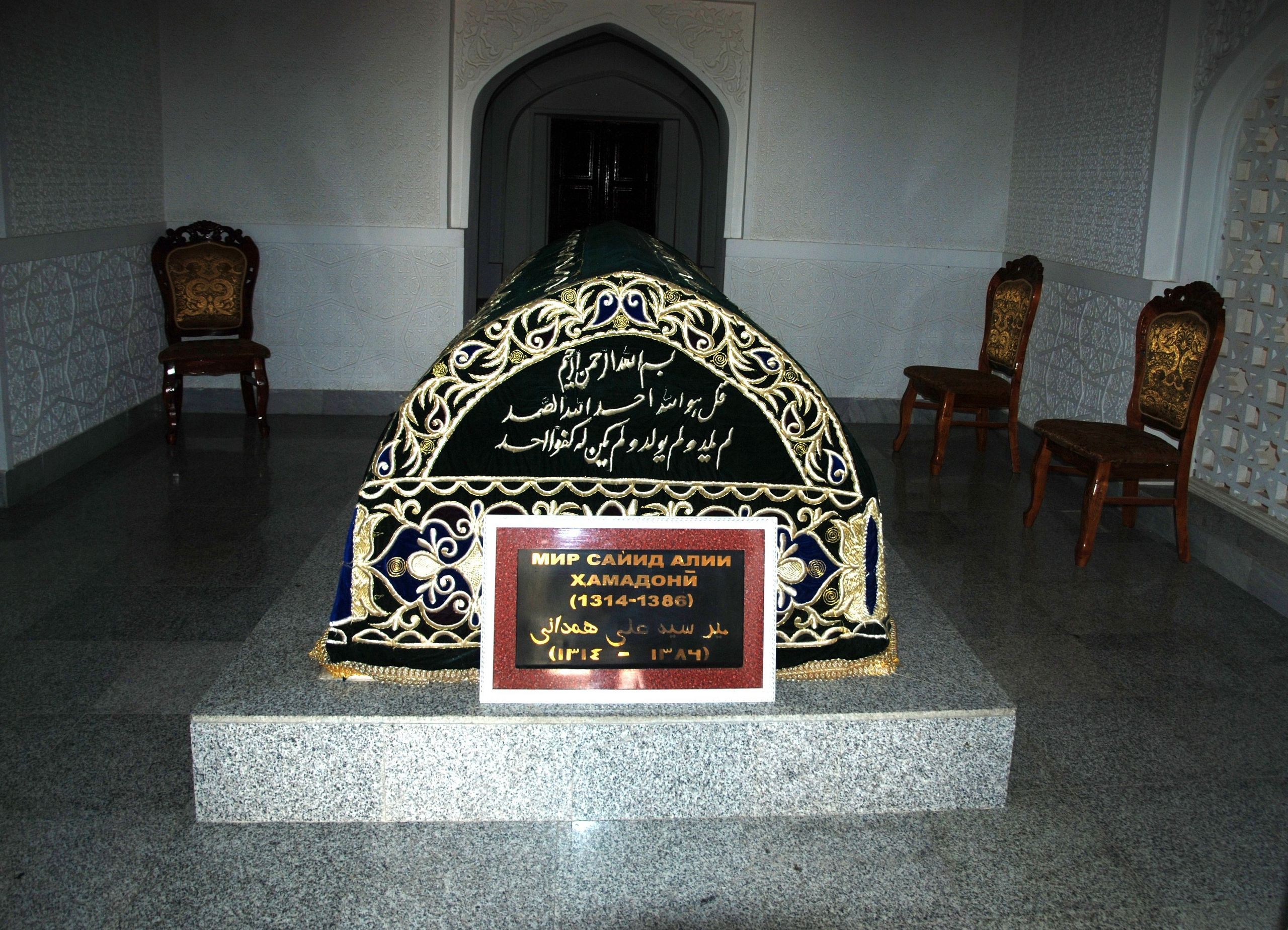
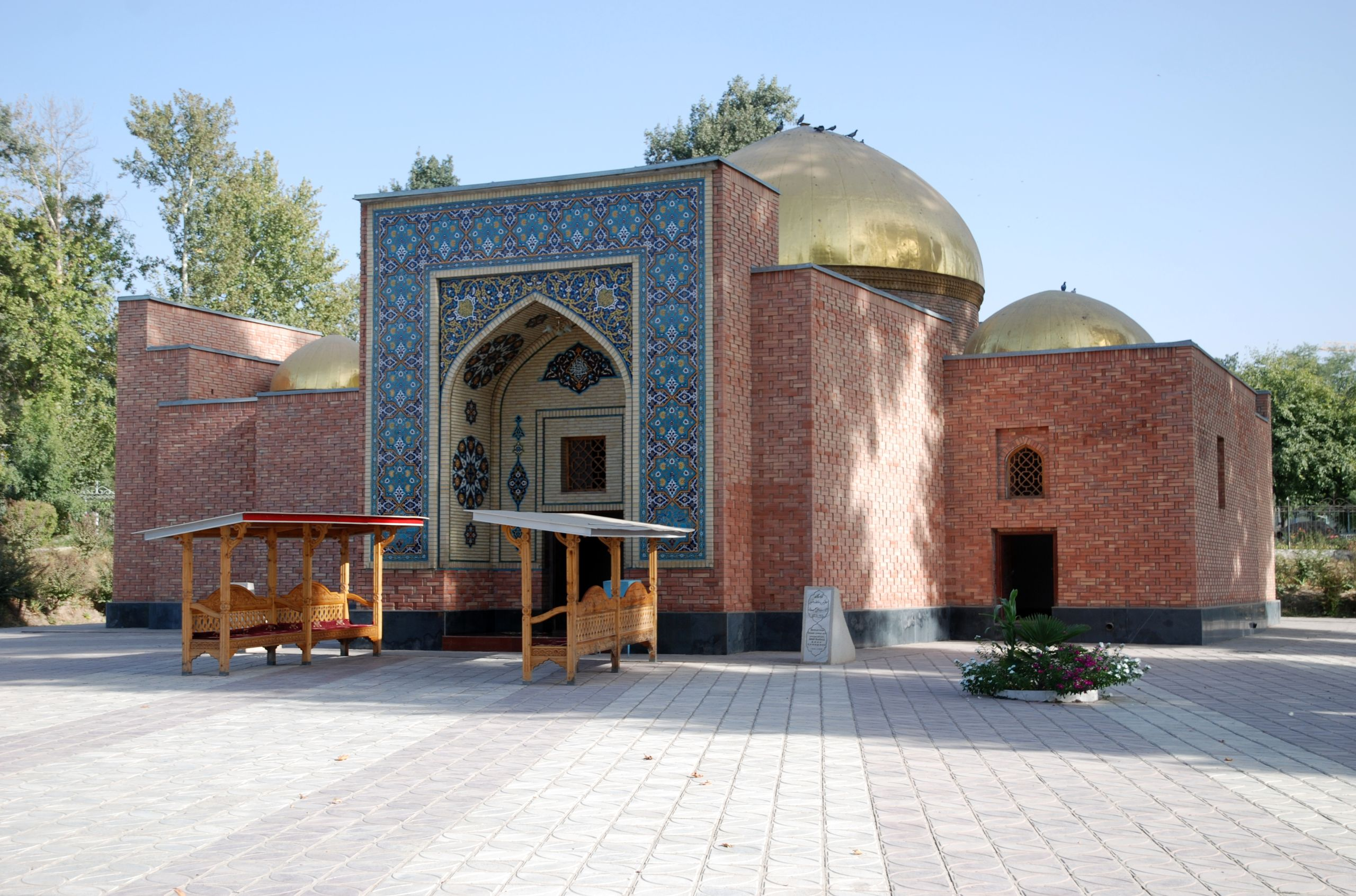
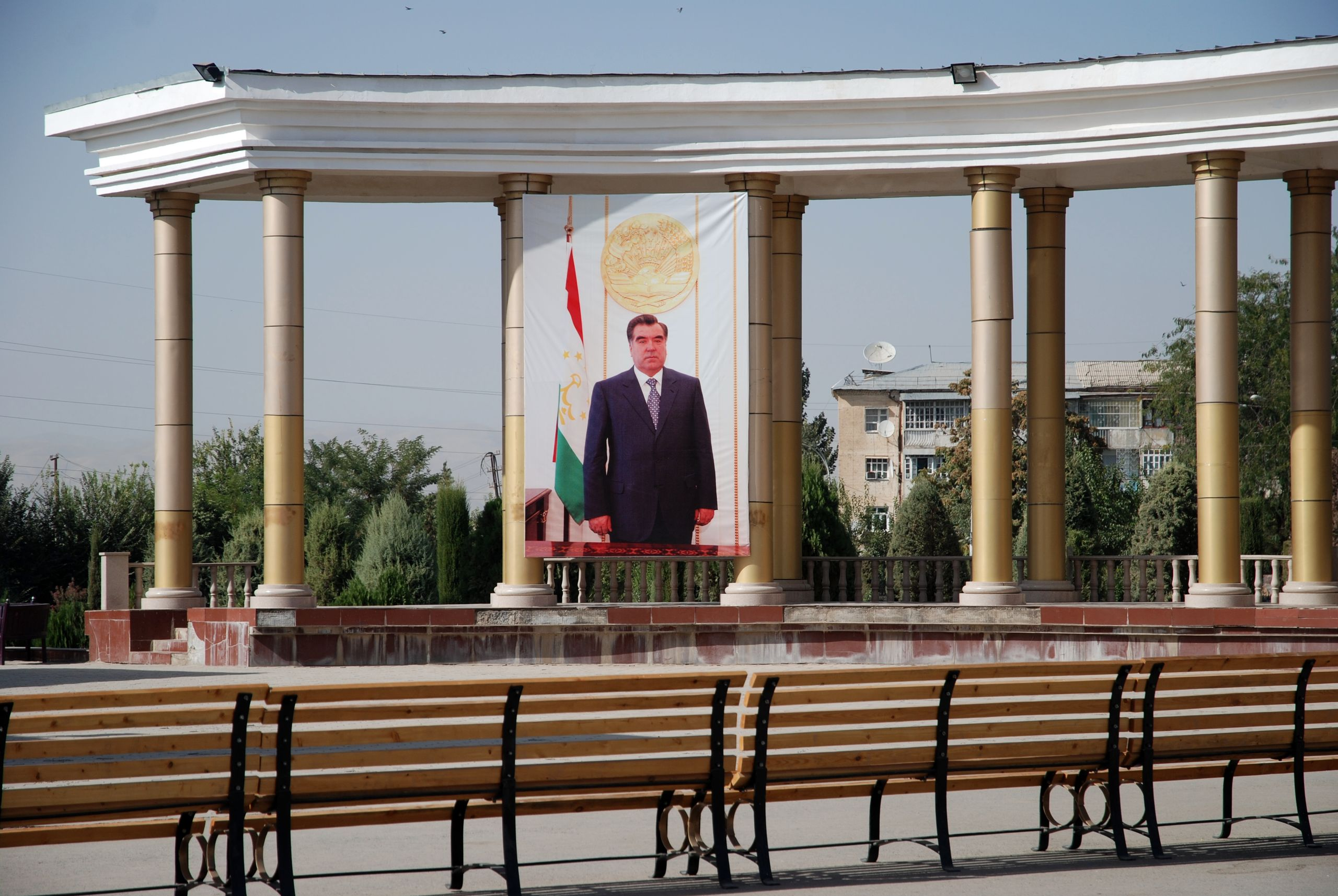
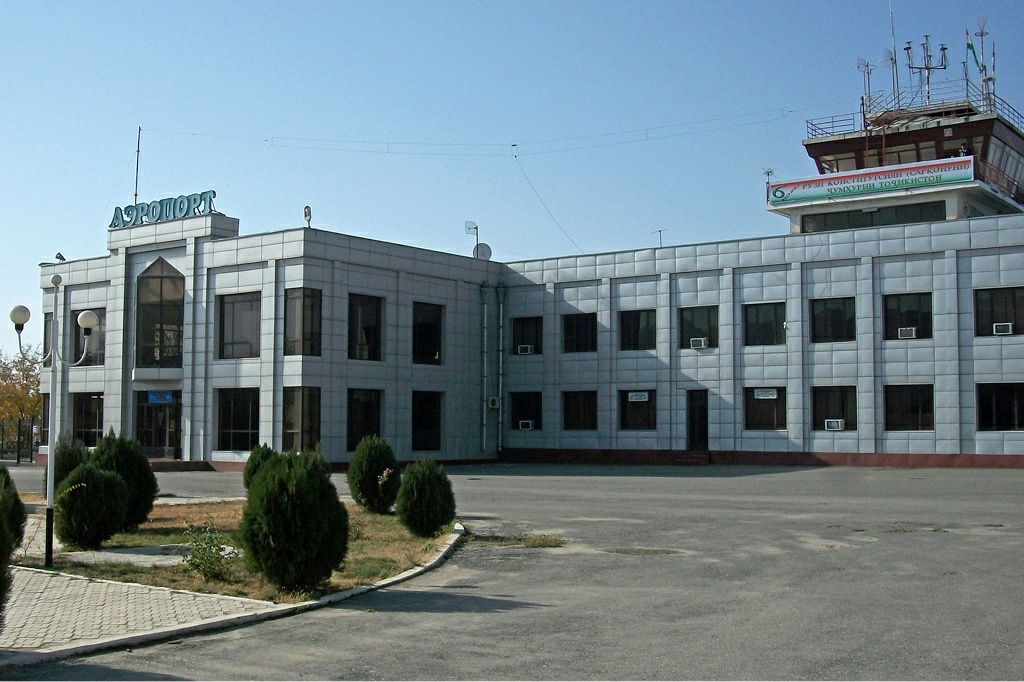